# Tankie Roelofs-Leppink
Tannetje Lena (Tankie) Roelofs-Leppink (Aalten, 17 augustus 1926 – Amersfoort, 23 mei 2023) was een Nederlands koerierster gedurende de Tweede Wereldoorlog. In die functie vervoerde ze bonkaarten, levensmiddelen voor onderduikers en de illegale verzetskrant Trouw. Ze was een van de driehonderd vrouwen die verzetswerk verrichtten voor de Trouwgroep.

## Levensloop

### Voor WOII
Tankie Leppink was de dochter van onderwijzer Hendrik Jan Leppink en Maaike Mans. Ze werd vernoemd naar haar oma Tannetje Lena Mans. Leppink groeide op in Nieuwerkerk aan den IJssel. Ze wilde in 1940 na haar mulo-A opleiding graag naar de kweekschool, maar was daar nog te jong voor. Na een periode van ziekte lukte dat in 1942 alsnog, en reed ze dagelijks op de fiets naar de kweekschool in Rotterdam.

### Tijdens WOII

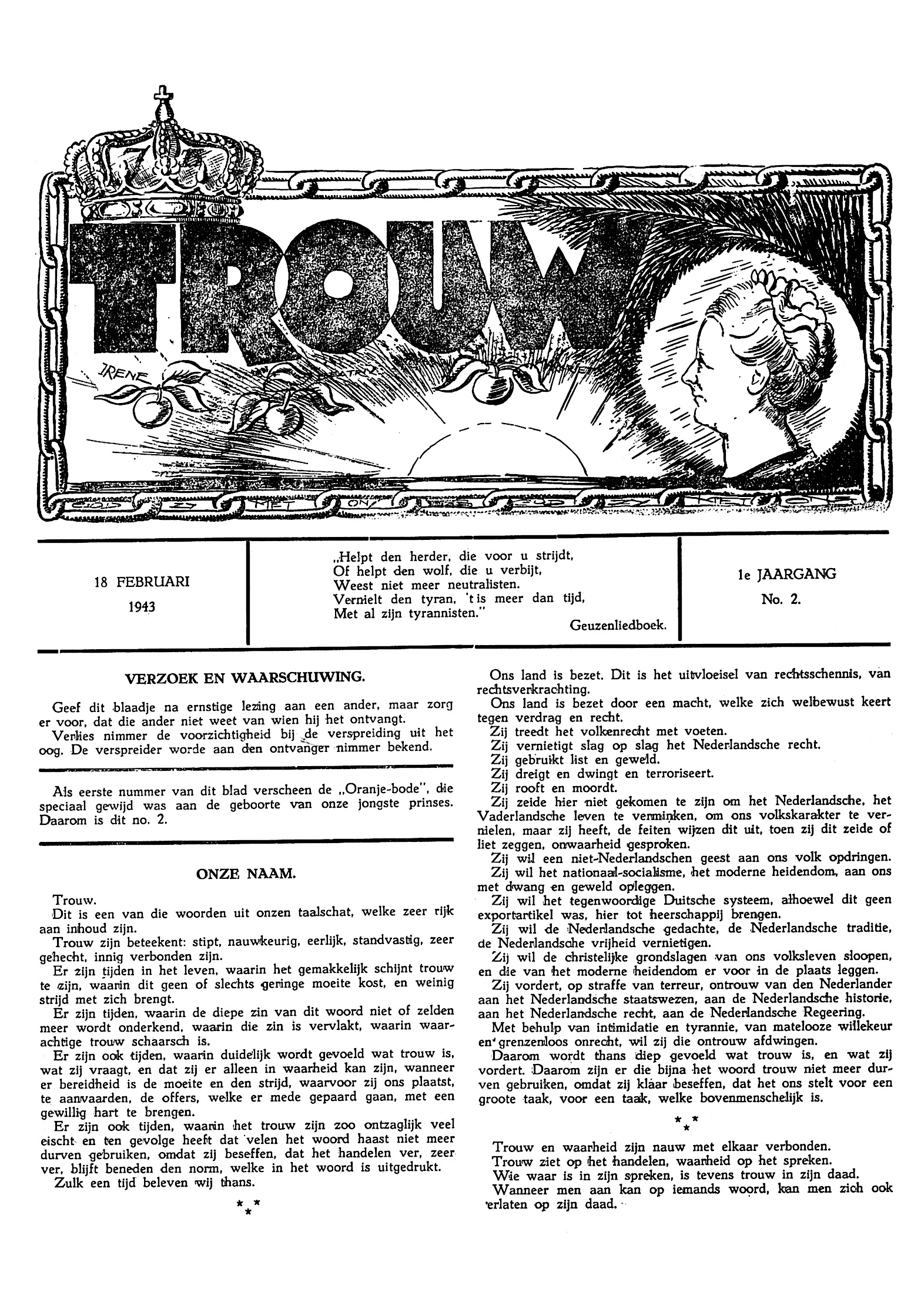
Verzetskrant Trouw, 18 februari 1943

In de oorlog huisvestte het gezin waarin ze opgroeide vaak voor korte of langere tijd onderduikers. In 1944 werd Leppink door het verzet gevraagd of ze koerierster wilde worden tussen Rotterdam en Nieuwerkerk omdat ze deze route elke dag reed om naar de kweekschool te gaan. De route Rotterdam - Nieuwerkerk - Moordrecht - Gouda was een dagelijkse koeriersroute waarlangs pakjes, brieven en kranten werden vervoerd door meerdere koeriersters. Na schooltijd moest Leppink post ophalen die bestemd was voor ene Tonny in Gouda. De ene keer ging de post via Nieuwerkerk met een andere koerierster naar Gouda, maar soms moest ze zelf op de fiets naar Gouda.
Tonny was de schuilnaam van Kees van der Matten, die na de kweekschool onderwijzer was geworden, maar nu voor de ondergrondse Trouwgroep werkte. Van der Matten was de contactman voor Trouw in de Krimpenerwaard, en Leppink werd een van zijn vaste koeriersters, wat niet zonder gevaar was. Toen ze een keer uit school kwam met post onder haar kleding stonden er Duitse soldaten tassen te controleren. Een politieagent die haar kende, vroeg haar onopvallend of ze post bij zich had. Na haar bevestigende antwoord zei hij tegen de Duitsers: "Dit meisje kan wel door", en redde zo haar leven.
Leppink werkte met vijf andere koeriersters onder leiding van Jan Smit en Guus Ideler. Samen met Klaas Slob bemanden zij een van de vier stencilposten in en rond Gouda waar het Trouwbulletin werd gestencild. Leppink bracht de kranten rond in de haar toegewezen wijk, maar een deel werd ook door mensen uit de wijde omgeving bij hen thuis opgehaald. Ze bewaarde de kranten onder haar eigen matras, met medeweten van haar moeder.
De kranten van Trouw, vaak 1000 per partij, moest ze zelf ophalen aan de overkant van de Hollandse IJssel in Ouderkerk aan den IJssel, soms op de fiets met de pont, maar soms ook alleen roeiend in een roeibootje. Hierbij liep ze grote risico's: bij een tassencontrole op de pont wist ze zich eenmaal te redden door de Duitse controleur zo aan de praat te houden dat hij helemaal vergat haar tas te controleren. Ook viel haar tas een keer om tijdens het verspreiden en waaiden de illegale Trouwkrantjes weg door heel Nieuwerkerk aan den IJssel.
De koeriersters vielen in eerste instantie onder de Landelijke organisatie voor hulp aan onderduikers (LO), later bij de Nederlandse Binnenlandse Strijdkrachten (NBS). De koeriersters wisten niet van elkaar wat ze deden, en hanteerden vaak schuilnamen om elkaar te beschermen. De (onbewoonde) pastorie van de Hervormde Kerk in Nieuwerkerk aan den IJssel vormde het centrale punt waar bonkaarten, illegaal geslacht vlees en ook zenders en wapens die door de Engelsen gedropt waren, opgeslagen werden om verspreid te worden door de koeriersters.

### Na WOII
Roelofs-Leppink is na de oorlog niet onderscheiden voor haar verzetswerk, en wilde hier ook geen eer aan ontlenen. Ze vond zowel verzetspensioenen als onderscheidingen onzin. Ze werkte als docent Nederlands, en kreeg samen met haar man Elerus Roelofs vier dochters. Na haar pensionering bleef ze maatschappelijk betrokken. Ze ging theologie studeren en tot haar negentigste gaf ze les aan vluchtelingen.
Aan het eind van haar leven overleefde ze acht hartinfarcten en drie coronabesmettingen. Op 23 mei 2023 kreeg ze het verzoek van dagblad Trouw om mee te werken aan een interview voor het onderzoek naar de "Vrouwen van Trouw", waarmee ze instemde. Diezelfde avond overleed ze op 96-jarige leeftijd in het St. Elisabeth verpleeg- en gasthuis in Amersfoort.

## Dvd
In 2010 bracht Trouw een dvd uit onder de naam De Laatsten van Trouw - illegale werkers doen hun verhaal. Het bevat een compilatie van de opgenomen interviews met voormalige verzetstrijders en koeriersters van de Trouwgroep. Ook een interview met Tankie Roelofs-Leppink is hierin opgenomen.